# Coral (cor)
Coral é uma cor vermelha que se baseia na coloração do esqueleto do coral-vermelho (Corallium rubrum).
Os nomes "vermelho coral" e "laranja coral" podem denotar colorações avermelhadas ou rosadas, respectivamente, ou também podem ser sinônimos da cor coral, dependendo do uso.
Essa cor está presente nos acervos iconolinguísticos tradicionais das culturas da região costeira do Mediterrâneo, do Mar Vermelho, do Leste Asiático e do Sudeste Asiático, onde vários corais-vermelhos foram obtidos e trabalhados artisticamente desde os tempos antigos.